# Triton (personaggio)
Triton è un personaggio dei fumetti creato da Stan Lee (testi) e Jack Kirby (disegni), pubblicato dalla Marvel Comics. La sua prima apparizione avviene in The Fantastic Four (vol. 1) n. 45 (dicembre 1965).
Membro della Famiglia Reale Inumana ed esploratore ufficiale di Attilan, Triton è stato mutato dalla Terrigenesi in un essere acquatico incapace di respirare in superficie ma dotato di straordinarie capacità subacquee.

## Biografia del personaggio

### Origini
Nato sull'isola di Attilan, nell'Oceano Atlantico, dal sacerdote-filosofo Mander e dalla biologa marina Azur, Triton viene esposto alle Nebbie Terrigene all'età di un anno divenendo una creatura incapace di respirare fuori dall'acqua, cosa che spinge suo fratello minore Karnak a decidere di non sottoporsi alla Terrigenesi. Date le sue peculiari abilità e la sua modalità di spostamento prettamente subacquea, crescendo Triton diviene uno dei pochi Inumani cui è consentito di uscire regolarmente da Attilan, venendo infine nominato esploratore ufficiale della comunità inumana.
Negli anni cinquanta, osservando il progresso tecnologico degli umani e temendo che possano trovare la città, Triton convince Freccia Nera a spostare Attilan sulle vette dell'Himalaya. Col tempo gli viene inoltre costruito uno speciale scafandro per sopravvivere all'esterno dell'acqua.

### Alleato dei Fantastici Quattro
Nel momento in cui Medusa scompare a seguito di un'amnesia Triton, Karnak, Gorgon e Freccia Nera si prodigano per ritrovarla, impresa nel corso della quale fanno la conoscenza dei Fantastici Quattro, con cui instaurano una profonda amicizia ed alleanza che li porta a collaborare in numerose occasioni per affrontare Maximus o altri supercriminali. Dopo aver ottenuto un nuovo respiratore meccanico miniaturizzato, collaborato con Namor, combattuto contro Blastaar e i Kree, Triton abbandona la Terra assieme al resto degli Inumani a causa dell'elevato inquinamento trasferendo Attilan su un'area della Luna denominata "Lato Blu".
Successivamente Triton collabora con i Vendicatori, assiste alla nascita del figlio di Freccia Nera e Medusa, Ahura, affronta dei pesci mutati da materiale radioattivo scaricato nell'oceano e fa amicizia con Namor divenendo suo frequente alleato nel proteggere l'oceano.
Nel corso dell'invasione segreta degli Skrull Karnak combatte gli alieni mutaforma per difendere il suo popolo e l'umanità, sviluppando inoltre dei sentimenti per l'aliena dalle fattezze marine Dascylla.

## Poteri e abilità
Come conseguenza dell'esposizione alle Nebbie Terrigene, Triton è dotato di un aspetto simile a quello di un pesce antropomorfo, ed è in grado di respirare sott'acqua e sopravvivere alla pressione subacquea, cosa che gli conferisce forza, velocità, resistenza e capacità visive sovrumane in ambienti sottomarini; nonostante di contro non possa invece sopravvivere in superficie o respirare ossigeno senza supporti meccanici. Come molti Inumani è inoltre dotato di un'aspettativa vitale media di circa 150 anni sebbene il suo sistema immunitario sia invece parecchio più debole rispetto a quello di un comune essere umano, tanto che difficilmente potrebbero sopravvivere in ambienti inquinati.

## Altre versioni

### Amalgam
Nell'universo Amalgam, gli Inumani Triton e Karnak vengono fusi con Serifan dei Forever People dando vita a Triserinak degli Un-People.

### Marvel Zombi
Nell'universo Marvel Zombi, Triton, così come l'intera Famiglia Reale Inumana, sono mutati in zombie e uccisi da Machine Man.

### Terra X
Nella realtà di Terra X Triton ha subito una mutazione secondaria ottenendo fattezze ancora più simili a quelle di un pesce, con numerose scaglie ed una pinna caudale al posto degli arti inferiori.

### Ultimate
Nell'universo Ultimate, Triton ha delle sembianze più esili e dei sottili tentacoli sul cranio, lui e gli altri Inumani compaiono per riportare a casa Crystal dopo la sua fuga da Attilan.

## Altri media

### Televisione
- Il personaggio è presente nella serie animata del 1994 I Fantastici Quattro.
- Triton compare in due episodi di Ultimate Spider-Man.
- Il personaggio compare in un episodio di Hulk e gli agenti S.M.A.S.H..
- Nella serie animata Guardiani della Galassia, compare Triton.
- Triton compare nella serie animata Avengers Assemble.
- Il personaggio è tra i protagonisti della serie televisiva del Marvel Cinematic Universe Inhumans, interpretato da Mike Moh.[28]

### Videogiochi
- Triton è un personaggio di supporto nel videogame Marvel: La Grande Alleanza.